# Uckerland
Uckerland è un comune di 2 494 abitanti del Brandeburgo, in Germania.

Appartiene al circondario dell'Uckermark.
Non esiste alcun centro abitato denominato «Uckerland»; si tratta pertanto di un comune sparso.

## Storia
Il comune di Uckerland venne creato il 31 dicembre 2001 dalla fusione dei comuni di Fahrenholz, Güterberg, Jagow, Lemmersdorf, Lübbenow, Milow, Nechlin, Trebenow, Wilsickow, Wismar e Wolfshagen.
Il nome del nuovo comune significa "terra dell'Ucker", con riferimento al fiume che scorre nei pressi.

## Società

### Evoluzione demografica
- Sviluppo della popolazione dal 1875 entro gli attuali confini (Linea Blu: Popolazione; Linea puntata: Confronto dello sviluppo della popolazione dello stato del Brandenburgo; Sfondo grigio: Ai tempi del governo nazista; Sfondo rosso: Al tempo del governo comunista)
- Sviluppo recente della popolazione (Linea blu) e previsioni

| Anno | Abitanti |
| ---- | -------- |
| 1875 | 4 870    |
| 1890 | 4 845    |
| 1910 | 4 775    |
| 1925 | 5 624    |
| 1939 | 4 871    |
| 1950 | 8 085    |
| 1964 | 6 428    |

| Anno | Abitanti |
| ---- | -------- |
| 1971 | 6 088    |
| 1981 | 4 703    |
| 1985 | 4 439    |
| 1990 | 4 293    |
| 1995 | 3 876    |
| 2000 | 3 746    |
| 2005 | 3 384    |

| Anno | Abitanti |
| ---- | -------- |
| 2010 | 3 014    |
| 2015 | 2 740    |
| 2016 | 2 693    |
| 2017 | 2 664    |
| 2018 | 2 638    |
| 2019 | 2 579    |
| 2020 | 2 578    |

Fonti dei dati sono nel dettaglio nelle Wikimedia Commons..

## Geografia antropica

### Suddivisioni amministrative
Il comune di Uckerland è suddiviso in 11 frazioni (Ortsteil):
- Fahrenholz (con la località di Lindhorst);
- Güterberg;
- Hetzdorf (con le località di Gneisenau, Lemmersdorf e Schiepkow);
- Jagow (con le località di Kutzerow e Taschenberg);
- Lübbenow;
- Milow;
- Nechlin;
- Trebenow (con le località di Bandelow, Herrenwiesen e Werbelow);
- Wilsickow;
- Wismar (con la località di Hansfelde);
- Wolfshagen (con le località di Amalienhof e Ottenhagen).

Ogni frazione è governata da un consiglio locale (Ortsbeirat) composto di 3 membri.